# Dagaï Kola
Dagaï Kola est une localité du Cameroun située dans l'arrondissement de Ndoukoula, le département du Diamaré et la région de l’Extrême-Nord. Elle fait partie du canton de Kola.

## Population
En 1975, la localité comptait 446 habitants, en majorité des Daba. Ceux de Dagaï sont appelés des Kola, une variante du grand groupe Daba. Cette tribu a donné son nom aux fameuses Gorges de Kola dans le département du Mayo Louti près de Guider. En 1975, ce village du Sud du Diamaré était doté d'un centre de santé élémentaire, d'une école privée baptiste à cycle complet et d'une station de la Mission Baptiste Européenne (MBE). Dagai est la première st loation missionnaire baptiste du Nord-Cameroun avant Zidim, Maroua, Mokong ou Gamboura. Un grand marché hebdomadaire s'y tient le mercredi. Les commerçants viennent d'horizons divers.
Lors du recensement de 2005, on y a dénombré 719 personnes. Dagaï Kola est une localité longtemps cosmopolite. En dehors des Daba (Kola), il y existe principalement des Peuls et des Guiziga qui sont des populations autochtones.
La population vit sur la plaine et sa chefferie est située non loin de la montagne de Kola dite Mazabay, lieu emblématique où l'on retrouve de nombreux baobabs et deux petits lacs qui, contrairement aux mayo (fleuves de la région), ne perdent pas leur eau en saison sèche.

## Infrastructures
Dagaï Kola est doté d'un lycée public d'enseignement général accueillant des élèves de la 6e à la Terminale. Il s'y trouve aussi, en plus de l'école primaire privée protestante, deux autres écoles primaires publiques. 
Son marché a bénéficié de la construction de nouveaux bâtiments ces dernières années. Des boutiques sont désormais ouvertes tous les jours et proposent des produits de première nécessité à sa population qui ne cesse de grandir.